# Eine Stadt steht Kopf
Eine Stadt steht Kopf ist eine deutsche Filmkomödie aus dem Jahr 1932 von Gustaf Gründgens nach Motiven der Komödie Der Revisor (1836) von Nikolai Gogol.

## Handlung
Handlungsort ist eine ruhige behagliche Kleinstadt, irgendwo in Deutschland. Seit geraumer Zeit trübt die Ankündigung, dass demnächst ein Revisor die Stadt besuchen und deren Kassenlage überprüfen werde, die allgemeine Stimmung ihrer Bewohner. Denn für die verantwortlichen Stadtoberen kann diese Revision üble Folgen haben, scheint hier doch offensichtlich einiges im Argen zu sein. Zumindest wurden die einen oder anderen Geldbeträge nicht dafür verwendet, wofür sie vorgesehen waren, beispielsweise für einen Krankenhausneubau. Plötzlich erscheint auf dem städtischen Marktplatz ein junger Mann. Er heißt Heinz und scheint der lang erwartete Revisor zu sein. Dass er in Wahrheit lediglich ein Vertreter für Papierservietten ist, kann niemand ahnen. Ausgerechnet ein Revisor hat ihn bis hierhin mitgenommen, ihn dann aber in dieser Stadt aus seinem Auto hinausgeworfen, da er mit dessen Begleiterin zunehmend zu flirten begann. Nun aber herrscht im verschlafenen Ort helle Aufregung, die Stadt steht Kopf. Dem falschen Revisor wird ein großer Empfang bereitet, man will ihm ohne Zweifel Honig ums Maul schmieren, um ihn von Anbeginn an milde zu stimmen. Besonders Trude, die Tochter des bangen und ein wenig überforderten Bürgermeisters, die ihn als Erste auf der Hauptstraße der Stadt entdeckt hat, zeigt sich interessiert an dem attraktiven, weltgewandt erscheinenden Mann. Sie will alles von ihm wissen, wie es so ist, in der großen, weiten Welt, ist sie doch bislang nie aus dem langweiligen Kaff hinausgekommen. Rasch findet Trude an Heinz Gefallen.
Bei dem auf ihn einstürmenden Trubel kommt Heinz gar nicht dazu, den Irrtum aufzuklären, und so nimmt er zunächst einmal all die Gefälligkeiten, die man ihm erweist, mit Freuden entgegen, während der wahre Revisor längst in die Nachbarstadt weitergefahren ist. Heinz findet Quartier im Haus des gutgläubigen und einfältigen Bürgermeisters, was ihm insofern sehr zupass kommt, alldieweil er ein Auge auf die kesse Trude geworfen hat. Deren Freund Fred, der innerlich kocht, wird von seinem Vater, dem Schneidermeister Berger, angehalten, sich zurückzuhalten, um ja nicht des Revisors Aufmerksamkeit auf sich zu lenken. Offensichtlich hat auch er sich auf Kosten des Stadtsäckels bereichert. Bald muss sich der falsche Revisor gar nicht mehr groß bemühen, größere Geldsummen von den „braven Bürgern“, betrügerische Honoratioren allesamt, einzusammeln, denn reihum herrscht allgegenwärtig schlechtes Gewissen, das man am besten mit Korruption bekämpft. Schließlich kommt die Wahrheit ans Licht, und der große Schwindel um den kleinen Heinz fliegt auf. Man ist dem jungen Mann nicht einmal böse, ist man doch auf diese Weise – vorerst – um eine tatsächliche Revision herumgekommen. Heinz leitet die ihm in seiner Funktion als mutmaßlich korrupter Revisor zugedachten Bestechungsgelder, die derjenigen Summe entspricht, die von den „ehrbaren Honoratioren“ der Stadtkasse vorenthalten wurde, an den Bürgermeister weiter. Der hatte offenbar den Überblick über die Finanzen komplett verloren, kann aber nun einer Überprüfung durch einen echten Revisor mit bestem Gewissen entgegensehen. Er hat auch nichts dagegen, dass seine Trude demnächst mit dem jungen Papierserviettenvertreter vor das Standesamt treten will.

## Produktionsnotizen
Eine Stadt steht Kopf wurde ab dem 3. Oktober 1932 (beginnend mit den Außenaufnahmen in Staufen im Breisgau) gedreht, vom 15. Oktober bis zum 10. November 1932 erfolgten die Atelieraufnahmen. Die feierliche Uraufführung fand am 30. Dezember 1932 in Wien statt. Deutschlandpremiere war am 20. Januar 1933 im Berliner Ufa-Theater Kurfürstendamm.
Gründgens, der hier sein Debüt als Filmregisseur gab, übernahm auch die Produktionsleitung und hatte im Film einen Gastauftritt. Die Filmbauten stammten aus den Händen von Rochus Gliese und Gabriel Pellon. Die musikalische Leitung übernahm Willy Schmidt-Gentner. Paul Martin war Regieassistent, Bruno Stephan Kameraassistent.

## Kritiken
In der Neuen Freien Presse vom 31. Dezember 1932 heißt es: „Die Grundlinien eines Charakterfilms also, von weit höherem als dem üblichen Niveau, ohne jeden Possenunsinn, verständig aufgebaut und gesteigert, um reinlichste Wirkung bemüht. Er gibt Charakterspielern starke Möglichkeiten. Hermann Thimig macht davon reizvollsten Gebrauch. Er revidiert und jongliert dem Schicksal, das ihn so heiter betraf, auf das drolligste. (…) Szöke Szakall als Bürgermeister von eindringlichster Komik, eine sehr ergötzliche Mischung von schuldbewußter Aengstlichkeit und selbstbewußtem Honoratiorentum. Jenny Jugo als Trude, das junge Mädchen der Provinz, wohlerzogen, aber doch nicht ohne gewitztes Besserwissen. (…) Zu dem Buche Kurt Alexanders hat Mischa Spoliansky schlagkräftige Strophen geschrieben. Gustaf Gründgens’ Inszenierung, die besonders den kleinstädtischen Humor zur Geltung brachte, trug wesentlich zum lebhafte Erfolge bei.“
Paimann’s Filmlisten resümierte: „Eine kleine Handlung mit Possenmotiven ist, mit kühler, trockener Ironie zur besinnlichen Satire umgebogen. Gründgens’ Regie stilisiert Dialog und Personen, bringt diesen in Versen als Rezitativ, läßt jene zu parodierenden Typen werden. Dabei von der Musik unterstützt.“

„Der von Gustaf Gründgens, der in diesem Film als Tonfilmregisseur debütiert, inszenierte Film … wird … mit viel Humor gespielt.“

„Auch Gustaf Gründgens hat man mit Filmregie betraut. Er hat mit ‚Eine Stadt steht Kopf‘ (1933) ein lustiges Kammerspiel geliefert, frei nach Gogols ‚Revisor‘.“